# 2765 Дінант
2765 Дінант (2765 Dinant) — астероїд головного поясу, відкритий 4 березня 1981 року.
Тіссеранів параметр щодо Юпітера — 3,161.